# 佳寧置業
佳寧置業有限公司，簡稱佳寧置業（Carrian Investments Limited），是佳寧集團在當年的香港主要上市公司，現已結業。後者是此上市公司之直屬母公司。 在其上市公司年報中披露，它們的最終母公司是「佳寧代理人有限公司」。

## 歷史
在1980年12月31日年度的董事局報告書稱，佳寧置業有限公司之前身是 美漢企業有限公司（Mai Hon Enterprises Limited），1980年9月8日變更公司名稱，美漢當時是寶光實業旗下的地產公司。

## 1980年

### 業務
佳寧置業的主要業務為物業投資、地產發展及船務。

### 董事會成員
- 鄔開莉
- 何桂全
- 蔡衍善
- 陳仕海
- 黃創保
  - 黃創保於9月1日的股東週年大會上告退。

### 往來銀行
- 美國銀行、永亨銀行、永隆銀行

## 1981年

### 業務
佳寧置業的主要業務為地產投資及地產發展、船務及保險。 國際性投資佔淨資產13%，分佈美國加州渥崙、佛羅里達州、洛杉磯、菲律賓、新加坡、澳洲、紐西蘭、日本、泰國等。

### 董事會成員
- 陳松青 集團主席
- Mr. John R. Marshall 集團董事經理
- 何桂全 集團執行董事
- Mr. Rodney P. Bell 集團財務董事
- 陳大恩
- 陳鴻恩
- 陳仕海
- 蔡衍善

### 往來銀行
- 香港上海匯豐銀行、交通銀行、柏克萊財務、WestLB Asia Ltd、Bankers Trust Company、Commerzbank Aktiengesellschaft。

## 律師
- 的近律師事務所

## 核數師
- 羅兵咸永道會計師事務所：核數報告稱，其賬項足以「真實公平地」顯示該公司，與其集團在年結日之狀況，及其全年溢利，及財務狀況之變動，並合乎香港公司條例規定編製。專業評語，即是「無保留」（审计报告）。

## 相關
- 裕民財務
- 裕民銀行
- 佳寧中心（金門大廈）
- 怡和洋行
- 聯合汽水廠
- 新景豐發展有限公司
- 荃灣沙咀道26-28號
- 其昌人壽水火保險有限公司
- 維達航業有限公司
- 李氏家族
- Tunas Building, Anson Road, 新加坡
- Transpacific Centre, Phase 2, 奧克蘭